# Conker's Bad Fur Day
Conker's Bad Fur Day is een computerspel voor de Nintendo 64, gemaakt door Rareware en als platformspel voor volwassenen op de markt werd gebracht. De hoofdpersoon is Conker, een eekhoorn die voorheen in een aantal spellen speelde die gericht waren op kinderen, zoals Diddy Kong Racing voor de N64 en Conker's Pocket Tales voor de Game Boy Color. Bad Fur Day zat vol humor, getekend geweld en parodieën. Een nieuwe versie van het spel werd in 2005 uitgebracht voor de Xbox, als Conker: Live & Reloaded.

## Oorsprong
Conker's Bad Fur Day zou oorspronkelijk Conker's Quest heetten, en werd later Twelve Tails: Conker 64 genoemd. Uit vroege screenshots blijkt dat het spel gericht zou zijn op jonge kinderen en dat het schattige karakters en kleurige werelden zou hebben. Rareware had ervaring met dit soort spellen, zoals Banjo Kazooie en Diddy Kong Racing, en het leek er op dat Conker niet anders zou worden.
Rare was echter bang dat het spel niet op zou vallen tussen de andere spellen, en na spottende kritiek werd het spel grondig herontworpen. Toen dit nieuws bekend werd geloofden velen dit niet, en men dacht dat het een 1 aprilgrap was. Naarmate de maanden verstreken werd duidelijk dat de verandering echt was. Producent van het spel Chris Seavor, geïnspireerd door South Park, zorgde ervoor dat het spel zowel grafisch als in gedrag veranderde tot Bad Fur Day. Veel van de spelomgeving was al voltooid dus werd simpelweg de audio opnieuw opgenomen waardoor het spel op sommige momenten vreemd en onpassend aanvoelt. Seavor zelf was de stem van Conker in deze nieuwe versie.
Hoewel het spel het goed deed in zowel het Verenigd Koninkrijk als de Verenigde Staten deed het spel het minder dan verwacht, deels vanwege de hoge kosten en het moment van uitbrengen (begin 2001). Een jaar later werd de ontwikkeling voor de Nintendo 64 stopgezet en kwam de GameCube op gang.
Een tweede factor was Nintendo's angst voor controverse. Hoewel het spel door Rare zelf werd uitgebracht was Nintendo bang dat ouders het spel per ongeluk zouden kopen vanwege de getekende eekhoorn die in andere, kindvriendelijke spellen had gespeeld, niet wetende dat het spel voor 17+ bedoeld was.
Nintendo of America weigerde het spel te erkennen in hun blad Nintendo Power en advertenties verschenen alleen laat in de avond op kabeltelevisie en in de Playboy. Geen van beide Conker-spellen die Nintendo uitbracht zijn op de website van Nintendo (nintendo.com) te vinden. Desondanks (of juist dankzij) de tegenwerking heeft het spel een grote cultstatus, waarvan de populariteit groeit ook al is het voor een wat oudere spelcomputer.
Het spel bevat vele parodieën op films, waaronder The Terminator, Dracula, The Wizard of Oz, The Untouchables, The Exorcist, Star Wars, Apocalypse Now, A Clockwork Orange, Aliens, The Matrix, en Saving Private Ryan.

## Graphics en Geluid
Toen Bad Fur Day werd uitgebracht werden de graphics door velen beschouwd als de beste tot dan toe op de N64 (zelfs beter dan Perfect Dark). Het spel bevatte dynamische schaduwen (schaduwen rekken uit op basis van dichtbijzijnde lichtbronnen), gekleurd licht, en meer. Hoewel deze grafische technieken niet volstrekt nieuw waren in die tijd waren ze vrij nieuw voor computerspellen. Het spel had ook grote gebieden met een grote kijkafstand en zonder afstandsmist, bijzonder voor een N64-spel. Bad Fur Day had ook gedetailleerde gezichtsanimatie. Ook hierin was Conker niet het eerst, maar de grote meerderheid van 3D-spellen in die tijd had statische of nauwelijks geanimeerde gezichten. Opgesomd bevatte Conker's Bad Fur Day een aantal technische effecten die voor die tijd nog niet standaard waren. Het nadeel van deze effecten was dat het aantal beelden per seconde soms sterk verminderde.
Rareware had een goede relatie met Nintendo en ze staan er bekend om zo veel als mogelijk kracht uit een spelcomputer te persen. Conker was een van de laatste spellen voor de Nintendo 64; Rare had al ervaring met 10 spellen voor de Nintendo 64 dus wellicht is het niet verrassend dat Conker als een van de best-uitziende spellen voor de Nintendo 64 gezien wordt.
Conker had ook veel en diverse stemmen, die gemakkelijk andere N64-spellen overtroffen die daar bekend om stonden, zoals Star Fox 64.

## Poort
In 2005 werd Conker opnieuw uitgebracht op de Microsoft Xbox onder de naam Conker: Live & Reloaded. Het bevat verbeterde graphics en een nieuwe multiplayer-mogelijkheid door middel van Xbox Live.
Hoewel het in de eerste week goed verkocht werd, verkocht het spel minder dan zijn voorganger. Veel spelers vonden het jammer dat het slechts een poort was in plaats van een nieuw Conker-spel. Een andere teleurstelling was dat de singleplayer-modus gecensureerd was, met piepjes over de woorden "shit", "twat" (Brits voor vagina) en "fellatio", welke wel te horen waren in de originele N64-versie.

## Levels
In de openingsscène is Conker een koning, zittend op een troon met een kop melk in zijn hand. Er staan een aantal bizarre personen naast hem die hij ontmoet heeft op zijn lange reis. Hij vertelt het publiek dat het een lang verhaal is en begint te vertellen. De opening is een parodie op de film A Clockwork Orange, tot aan de muziek aan toe, welke de themamuziek uit die film is.
In de volgende scène zien we Berri, Conkers vriendin, aerobics doen. Iemand belt haar op maar dat heeft ze niet door omdat ze een koptelefoon op heeft. De persoon die opbelt is Conker die uitlegt dat hij laat thuis komt omdat de soldaten de volgende dag de oorlog in gaan. In de scène daarna heeft hij blijkbaar zo veel alcohol gedronken dat hij kotst terwijl hij uit de Cock & Pluckers loopt, op weg naar ergens anders dan zijn huis.
Hier begint het spel, met de volgende hoofdstukken:
- Hungover
- Windy
- Barn Boys
- Bats Tower
- Sloprano
- Uga Buga
- Spooky
- It's War
- Heist

## Trivia
- In het oorspronkelijke einde zou Conker naar een spiegel lopen in de pub, waarna hij in huilen uitbarst en een pistool tevoorschijn haalt die hij op zijn hoofd richt. Het scherm zou zwart worden en een pistoolschot zou te horen zijn. Van dit einde werd afgezien omdat het weinig ruimte over zou laten voor een vervolg. Dit is ironisch omdat toen Chris Seavor gevraagd werd naar een nieuw Conker-spel hij antwoordde dat het zich volledig zou richten op de SHC/Tediz-oorlog, en Conker zou in de eerste scène doodgaan.
- Het spel won de BAFTA Interactive Award voor geluid.[2]

## Cameos
- Banjo en Kazooie kunnen beide dood gevonden worden in de Cock & Plucker in het begin van het spel. Banjo's hoofd hangt boven de open haard en Kazooie's hoofd is te zien als uiteinde van een paraplu in een kast.

## Voetnoten
1. ↑  Zie bijvoorbeeld de beoordelingen op IGN en GameSpot. Gearchiveerd op 6 juni 2012.
2. ↑  Zie: hier.